# Silent Letter
Silent Letter je osmé studiové album americké hudební skupiny America. Vydáno bylo v červnu roku 1979 společností Capitol Records a jeho producentem byl George Martin. Jde o první album kapely America vydané tímto vydavatelstvím a zároveň poslední, na němž spolupracovala s Martinem jako producentem. Také jde o první album vydané po odchodu Dana Peeka. V americké hitparádě se deska umístila na 110. příčce.

## Seznam skladeb
1. Only Game in Town
2. All Around
3. Tall Tressures
4. 1960
5. And Forever
6. Foolin'
7. All Night
8. No Fortune
9. All My Life
10. One Morning
11. High in the City

## Obsazení
- Gerry Beckley – zpěv, kytara, klávesy
- Dewey Bunnell – zpěv, kytara
- Mike Woods – kytara
- Tom Walsh – perkuse
- Willie Leacox – bicí
- David Dickey – baskytara
- Jim Calire – klávesy, saxofon